# ルクセンブルク・フランス語
ルクセンブルク・フランス語（ルクセンブルク・フランスご、français du Luxembourg）は、ルクセンブルクで話されているフランス語の方言である。

## 概要
ルクセンブルク・フランス語の話者は、ルクセンブルクの他の公用語であるルクセンブルク語やドイツ語、そして移民間で形成されたコミュニティで話されているイタリア語やポルトガル語などを混ぜながら話す傾向にある。
また、ルクセンブルクでは、62%の人々がコミュニケーションのための言語としてフランス語を話す。